# Joachim a Burck
Joachim a Burck, także Burgk, właśc. Joachim Moller (ur. 1546 w Burgu, zm. 24 maja 1610 w Mühlhausen) – niemiecki kompozytor i organista.

## Życiorys
Przypuszczalnie kształcił się w Magdeburgu. W młodości przebywał w Lipsku, Dreźnie, Jenie, Erfurcie i Schwarzburgu. W 1563 roku osiadł w Mühlhausen, gdzie od 1566 roku pełnił funkcję organisty w kościele św. Błażeja. Od 1568 roku był pisarzem w wójtostwie, a od 1570 roku w starostwie, w 1583 roku został natomiast rajcą miejskim. Był konsultantem przy budowie i konserwacji organów.

## Twórczość
Tworzył wyłącznie kompozycje o charakterze religijnym. Wydał m.in. zbiory Harmoniae sacrae (Norymberga 1566), Die deutsche Passion (Wittenberga 1568) i Crepundia sacra (Mühlhausen 1578), ponadto kilka zbiorów motetów i ód. Do połowy lat 70. XVI wieku tworzył kunsztowne kompozycje polifoniczne w stylu szkoły franko-flamandzkiej, utwory późniejsze są prostsze techniczne, utrzymane w fakturze homofonicznej.